# Rândunică verde-albastru
Rândunica verde-albastru (Tachycineta thalassina) este o specie de pasăre din ordinul Paseriforme din familia rândunelelor. Este o pasăre migratoare originară din America de Nord care iernează în America Centrală și nordul Americii de Sud. Aria sa de distribuție include Canada, Columbia, Costa Rica, El Salvador, Guatemala, Honduras, Mexic, Nicaragua și Statele Unite ale Americii.

## Descriere
Forma distinctă a corpului rândunelelor le deosebește de alte păsări paseriforme. Aripile lor lungi și ascuțite și corpul subțire și aerodinamic au evoluat pentru a prinde insecte în timpul zborului. Corpul rândunicii verde-albastru nu face excepție. Cu o lungime medie a corpului de 13 cm, rândunica verde-albastru este puțin mai scurtă și pare mai compactă în zbor în comparație cu alți membri ai familiei Hirundinidae. Rândunica verde-albastru seamănă cel mai mult cu rândunica de copac din America de Nord, dar se poate distinge prin aripile sale mai scurte și prin culoare.

### Colorație
Rândunica verde-albastru își ia numele de la culoarea de pe spate și picioare. Specia este cel mai bine identificată prin verdele strălucitor de pe vârful capului și pe spate, precum și prin nuanțe de albastru-violet pe ceafă, picioare și coada superioară. Sub spatele verde, restul aripii este de culoare gri-bronz. Similar cu alte rândunele, T. thalassina este albă dedesubt, dar diferă prin faptul că albul continuă pe pete laterale care aproape se întâlnesc la baza cozii. Aceste pete laterale albe arată uneori ca o dungă continuă când sunt în zbor. Albul se extinde și pe obraji, înconjurând parțial ochii. Crestătura din coada rândunicii verde-albastru este mai puțin adâncă decât cea a rândunicii de copac, dar mai adâncă decât coada relativ plată a rândunicii de stâncă.
Rândunelele de culoare verde-albastru prezintă foarte puțin dimorfism sexual, masculii adulți prezentând pur și simplu culori mai strălucitoare decât femelele adulte. În plus, obrajii albi nu sunt la fel de proeminenti, iar capul este mai mult bronz decât verde la femelă. Juvenilii nu sunt la fel de ușor de identificat în comparație cu adulții din cauza colorației lor mate. Asemănător altor rândunele juvenile, în special rândunica de copac, rândunica juvenilă verde-albastru este albă dedesubt și maro-cenușie deasupra. Cu toate acestea, schimbarea mai treptată a culorii și petele albe vizibile (dar ușor reduse) pe obraji pot ajuta la identificarea indivizilor juvenili ai speciei.

## Taxonomie
Rândunelele au fost bine studiate din punct de vedere ecologic, dar abia recent filogeneza lor a fost cercetată amănunțit. Rândunelele sunt păsări paseriforme grupate în familia Hirundinidae. Familia Hirundinidae este împărțită în două subfamilii: Pseudochelidoninae, care conține două specii de lăstuni de râu și Hirundininae, cuprinzând toți ceilalți lăstuni și rândunele. Rândunelele verde-albastru sunt una dintre cele 9 specii de rândunele de copac din genul Tachycineta.
Rândunelele verde-albastru sunt împărțite în trei subspecii:  T. t. thalassina, T. t. brachyptera și T. t. lepida care diferă prin intervalele de reproducere și lungimea aripilor. T. t. thalassina are aripi puțin mai lungi și se știe că se reproduce până la nord, până în Alaska, în timp ce T. t. brachyptera cu aripi mai scurte, se reproduce mai la sud, în California și Mexic. Nu toată literatura este de acord cu T. t. lepida ca a treia subspecie și puține informații sunt disponibile pentru a ajuta la diferențierea acesteia de alte subspecii.

## Galerie

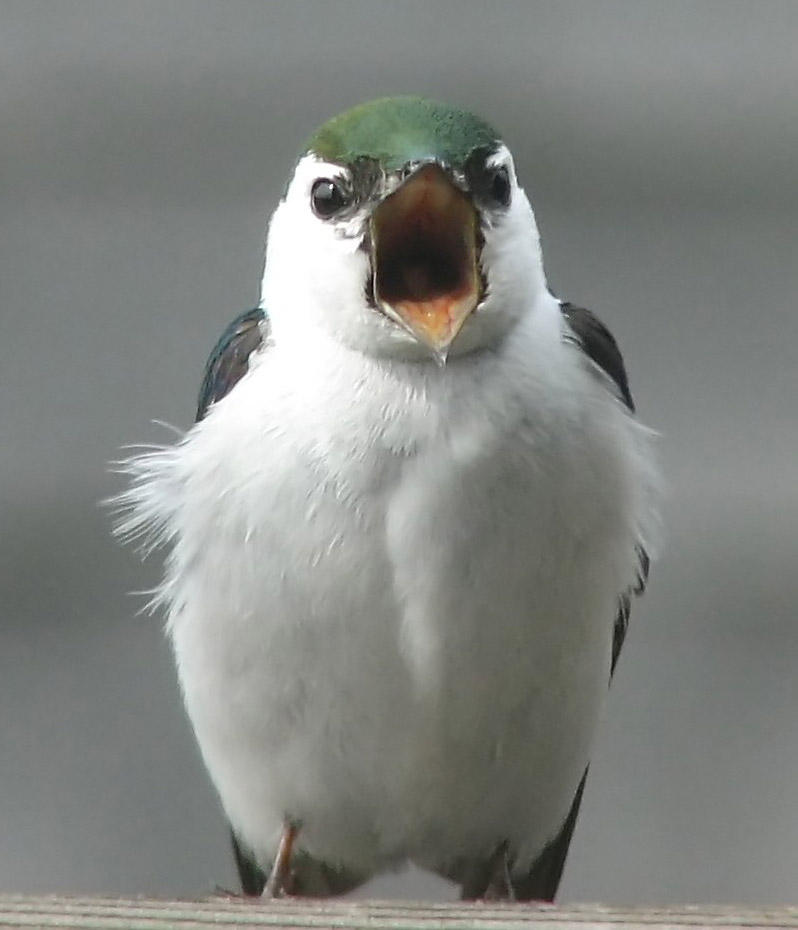
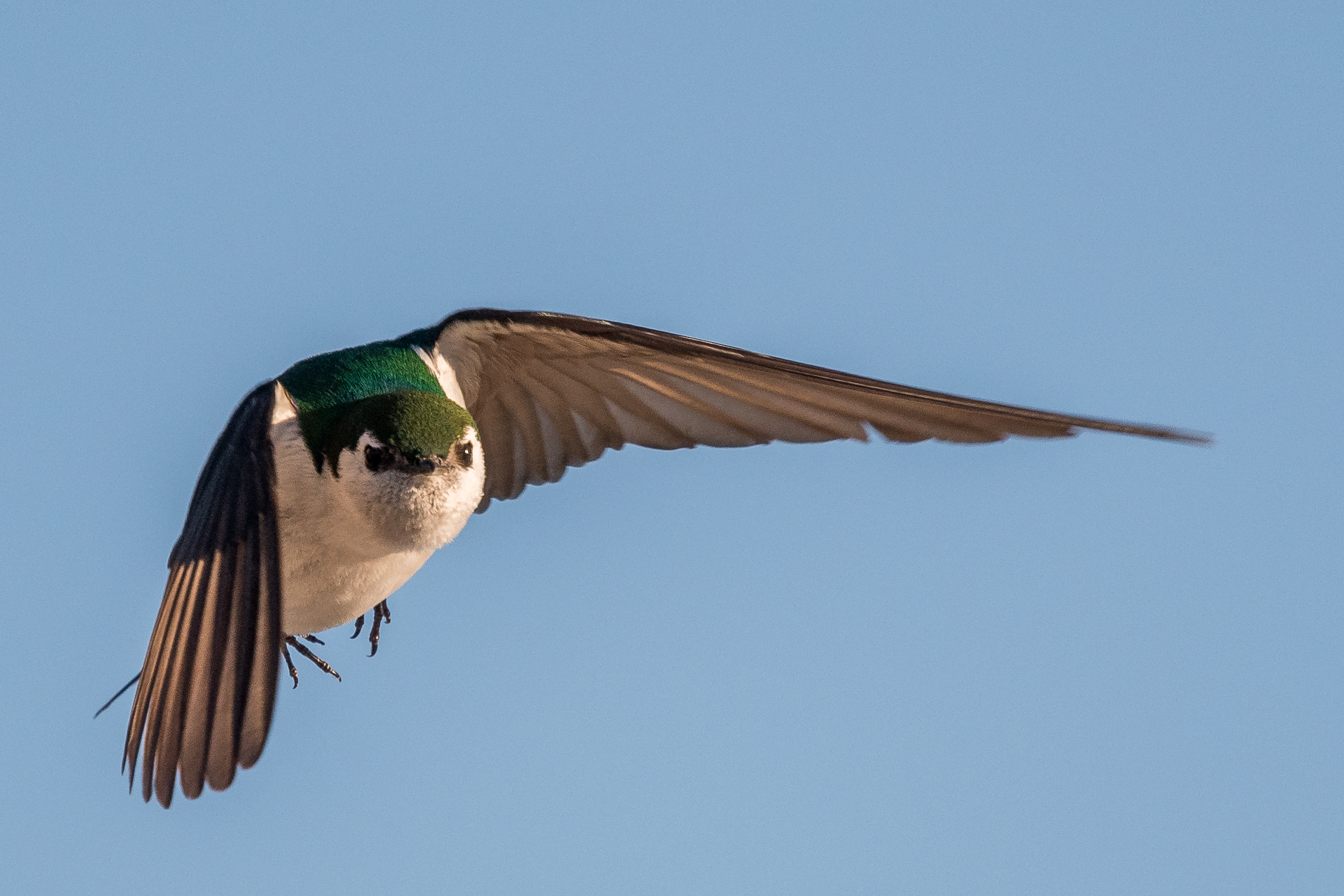
În zbor
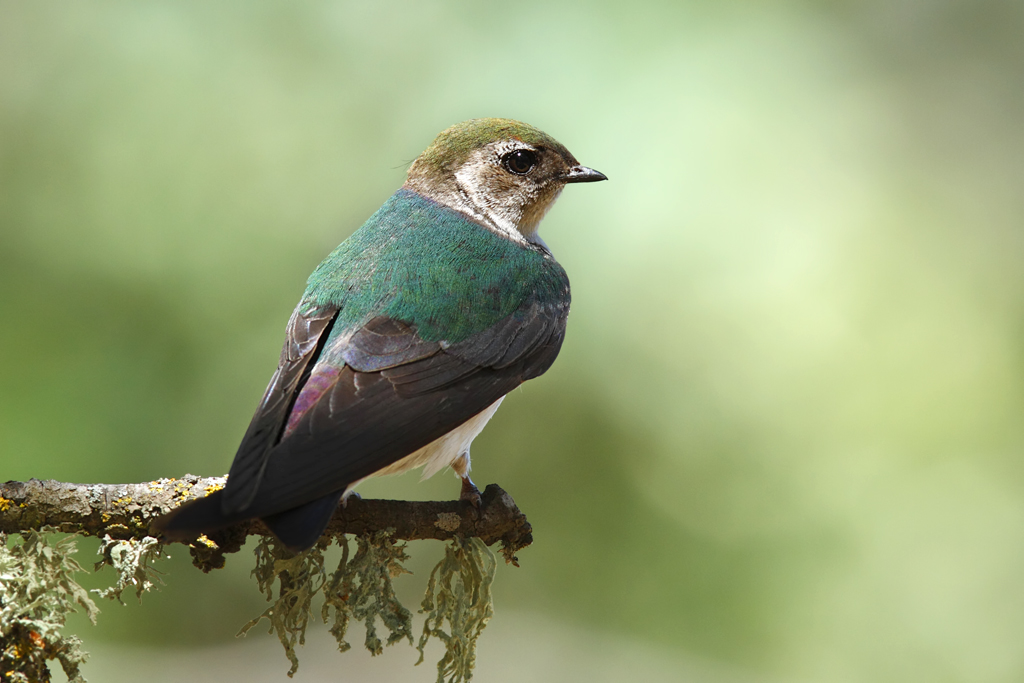
Femelă, California, USA
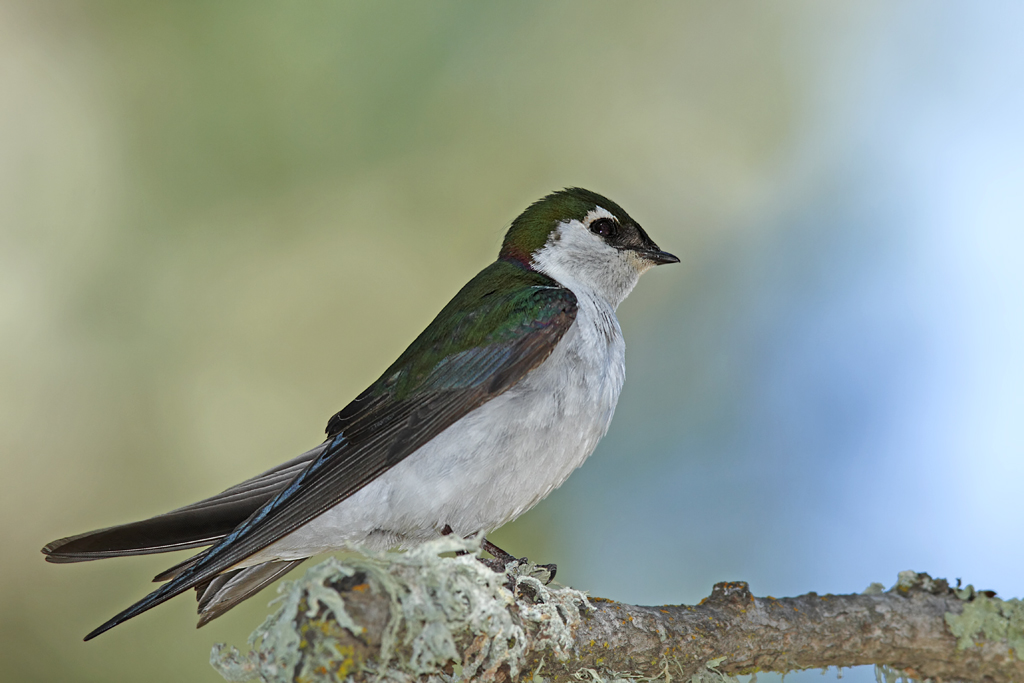
Mascul,  California, USA
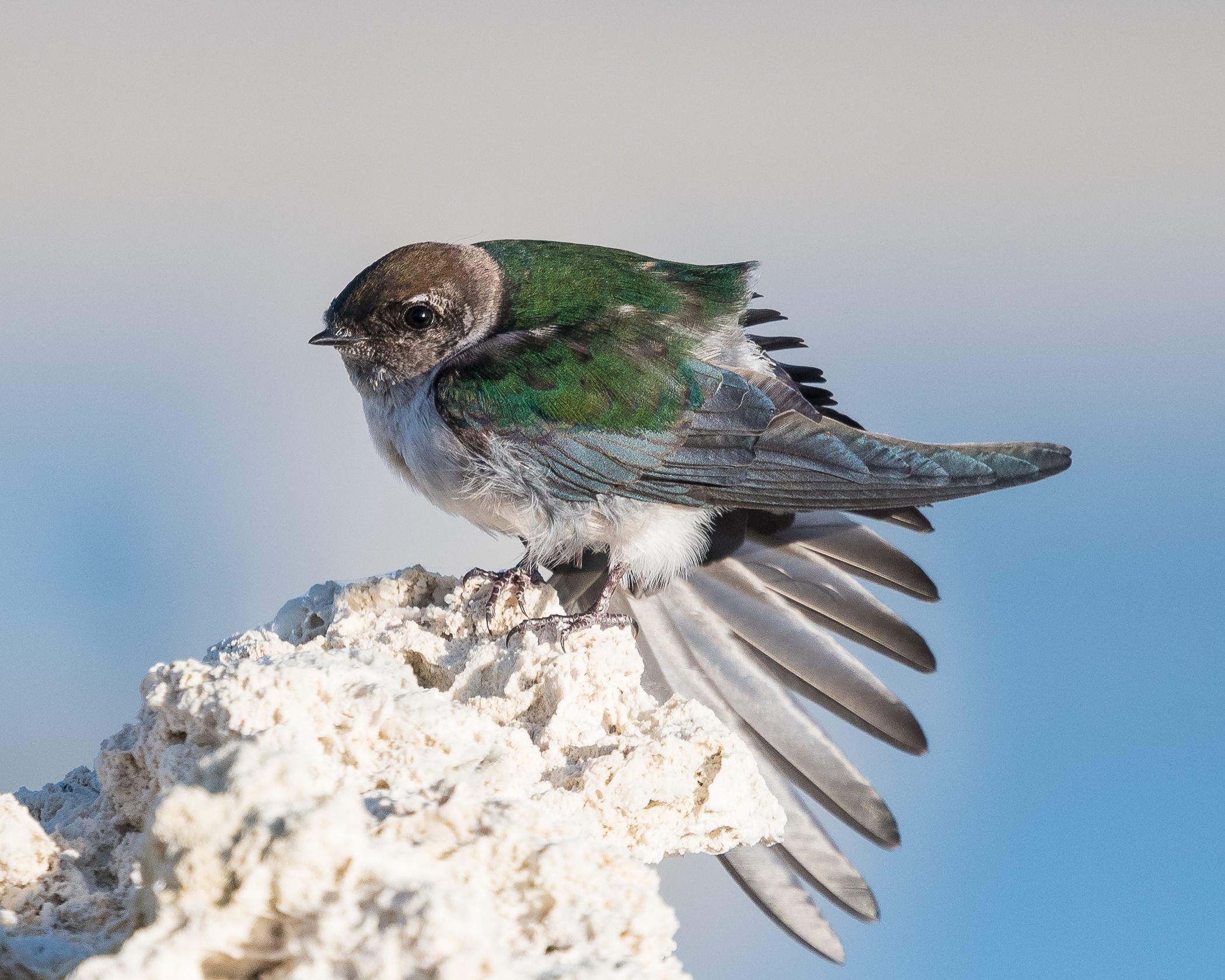
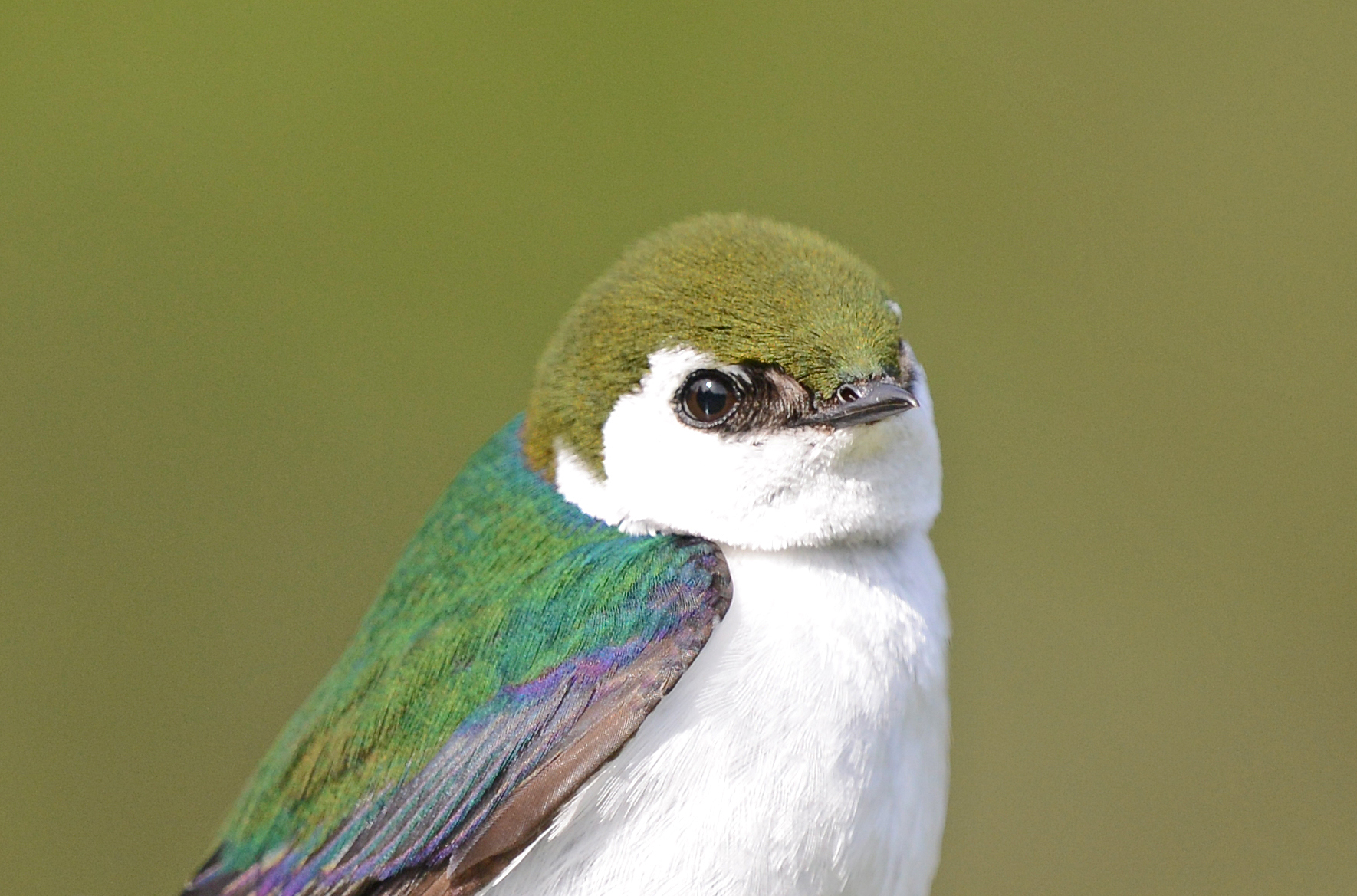
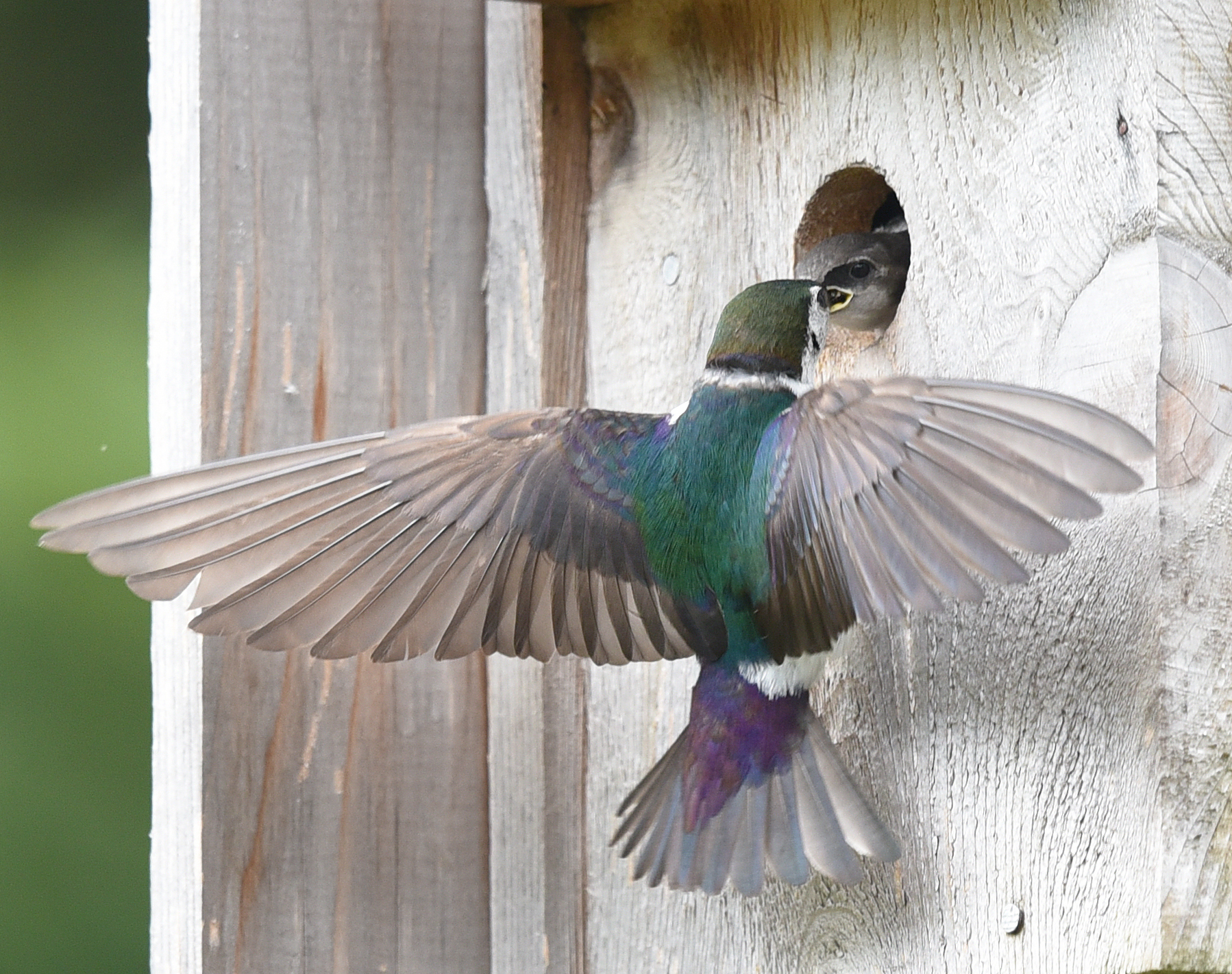